# تشارلز ويلينغ
تشارلز ويلينغ هو شخصية أعمال وسياسي أمريكي، ولد في 18 مايو 1710 في برستل في المملكة المتحدة، وتوفي في 30 نوفمبر 1754 في فيلادلفيا في الولايات المتحدة. انتخب عمدة فيلادلفيا ‏ (1754 – 1754) وانتخب عمدة فيلادلفيا ‏ (1748 – 1749).